# Zbraslavský klášter
Zbraslavský klášter (latinsky Aula Regia) byl cisterciácký klášter na území dnešní pražské čtvrti Zbraslav založený králem Václavem II. nedaleko soutoku řek Vltavy a Berounky. Po zrušení kláštera a přestavbě bývá objekt označován také jako zámek Zbraslav nebo Zbraslavský zámek.
Původně gotický konvent, na jehož půdě vznikla Zbraslavská kronika, časem prošel mnoha proměnami. Z velkolepého cisterciáckého opatství, jehož opati měli významný vliv na politiku Českého království, se změnou vládnoucí dynastie a přesunem královského pohřebiště do katedrály sv. Víta stal klášterem druhořadého významu. Velké škody klášter utrpěl během husitských válek nebo při útoku švédských vojsk za třicetileté války.
Barokní přestavbu zdevastovaného klášterního areálu zastavil roku 1785 císařský dekret Josefa II. o rušení klášterů, jež se nezabývaly vyučováním, pěstováním věd či péčí o nemocné. Zbraslavský klášter byl společně s dalšími osmi českými a moravskými cisterciáckými kláštery zrušen a všechny nemovitosti přešly do majetku náboženského fondu, který je poté rozprodal. Klášterní budovy byly využívány jako cukrovar, skladiště obilí, výrobna chemikálií a pivovar.
Ve 20. století byl klášter díky Cyrilu Bartoňovi z Dobenína zrekonstruován a přestavěn na zámecké sídlo. Poté do roku 2009 fungoval jako výstavní prostor sbírky asijského umění Národní galerie. V restituci byl navrácen Bartoňům z Dobenína a roku 1995 byl zařazen na Seznam národních kulturních památek. V současnosti se zde plánuje zřídit depozitář knihovny Národního muzea se studovnou pro studenty a badatele. Součástí zámeckého areálu je i barokní kostel sv. Jakuba Většího s deskovým obrazem Madony ze Zbraslavi, obrazy Karla Škréty a Petra Brandla nebo ostatky posledních přemyslovských králů, který je v rámci pravidelných bohoslužeb běžně přístupný veřejnosti.

## Cisterciáci

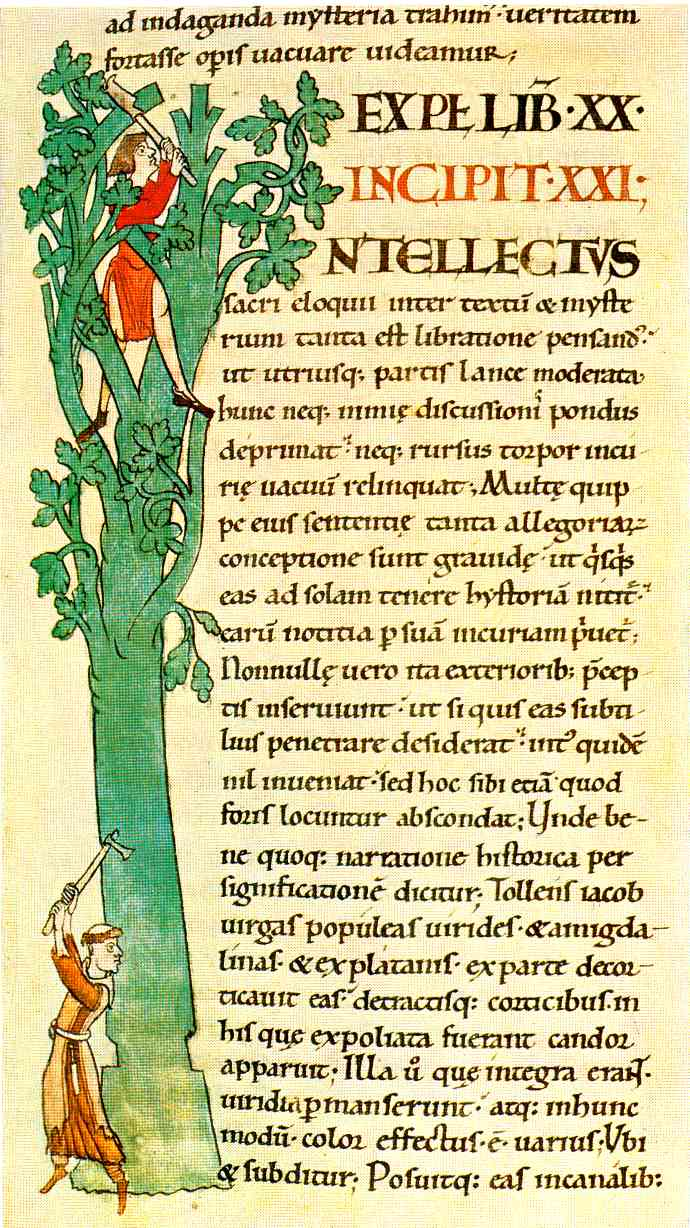
Cisterciáčtí mniši při práci (Moralia in Job, 12. století)

Cisterciácký řád hlásající askezi a manuální práci vznikl jako odpověď na rozmařilý způsob klášterního života na přelomu 11 a 12. století, který neodpovídal původním ideálům mnišství. Roku 1098 odešlo několik zbožných mnichů z burgundského benediktinského kláštera Molesme a na odlehlém a opuštěném místě při staré římské silnici založili nový klášter podporující reformu mnišského života.
Jménem nového kláštera, který byl latinsky nazván Cistercium, byl poté označován celý nový řád vycházející z původní řehole sv. Benedikta, jehož heslem bylo Ora et labora! (Modli se a pracuj!). Cisterciácký řád, jenž kladl důraz na intenzivní vztah k Bohu a hlubokou vnitřní zbožnost, byl papežem uznán roku 1119 a začal se rychle šířit i do nejodlehlejších končin západokřesťanského světa. Kláštery nového řádu byly zasvěceny Panně Marii a díky pevným filiačním vazbám dodržovaly stejné zvyky a předpisy. Podle barvy hábitu se cisterciákům říkalo také bílí či šedí mniši.
Ve zpočátku prosté reformní řeholi postupně našlo zalíbení mnoho movitých mecenášů, jejichž zbožné činy byly motivovány převážně starostí o spásu vlastní duše či duší svých předků. Tu mělo zajistit obdarování kláštera či pohřeb na klášterní půdě, kde byly pravidelně slouženy mše a konány modlitby řeholníků. Postupem času se cisterciácké kláštery díky vlastní práci i podpoře světských fundátorů vypracovaly mezi nejbohatší středověké instituce. Z vladařů, mezi nimiž svou náklonností k řádu vynikal především francouzský král Ludvík IX., získali cisterciáci také sympatie českého krále Václava II., který měl prý „rád zvláště a jmenovitě řád cisterciácký“.

## Vznik a rozkvět

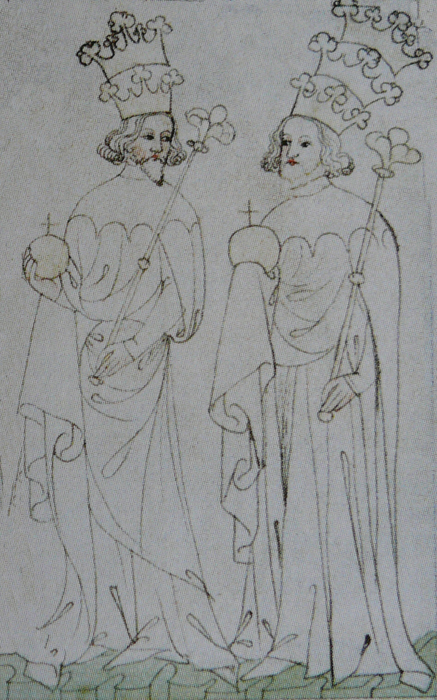
Dva poslední Přemyslovci Václav II. a Václav III. (Zbraslavská kronika)

Na území Českého království přišli bílí mniši na počátku 40. let 12. století a jejich příchod byl zřejmě iniciován olomouckým biskupem Jindřichem Zdíkem. První cisterciáckou fundací se stal klášter Sedlec založený roku 1142 šlechticem Miroslavem. Během středověku bylo v českém království založeno dalších sedmnáct klášterů cisterciáckého řádu, mezi nimiž byl i klášter na Zbraslavi.
Ke Zbraslavi se váže pověst o potomkovi Bivoje a Kazi jménem Zbraslav, který založil na území dnešní zbraslavské lokality dvůr a na smrtelném loži jej odkázal benediktinskému řádu. První písemná zmínka o Zbraslavi je z roku 1115, kdy byla knížetem Vladislavem I. darována kladrubskému klášteru, a ten zde zřídil proboštství, kde trvale žili dva nebo tři mniši a občas zde pobýval i kladrubský opat. Poté krátce patřila do majetku pražského biskupa Jana III. Roku 1268 Přemysl Otakar II. v touze po místě vzdáleném kousek od Prahy, kde by mohl lovit, bavit se a přitom být po ruce, provedl s biskupem směnu za Butovice a další královské statky a „rozkázal tam vystavět lovecký dvůr s věžemi a velmi pevnými zdmi“.
| „              | ...když si chtěl odpočinout od rozruchu prací vladařských, s některými důvěrnými přáteli. A užíval tam potěšení ne tak z honů, jak z pouštění žilou. | “ |
| — Ota Durynský | |   |

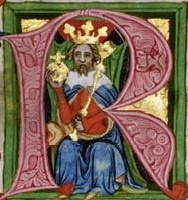
Fundátor Václav II. (iniciála Zbraslavské kroniky, 14. století)

Roku 1278 po bitvě na Moravském poli dvorec zdědil i s vinicemi osázenými révou z Rakous Přemyslův syn Václav a také on po návratu z Braniborska „velmi často navštěvoval na lov svrchu řečené místo se svými pány“.
Václav II. se jako nový majitel pro založení kláštera „ke cti Boha a jeho matky Marie, blahoslavené Panny“ rozhodl roku 1291. Tehdy dle zpráv cisterciáckých letopisců údajně pln výčitek za popravu otčíma Záviše z Falkenštejna rozmlouval o svém plánu se sedleckým opatem Heidenreichem a nabídl mu, aby se nové fundace ujal. Cisterciáčtí opati poté čekali na konečné královo rozhodnutí, ale až po třetím upomenutí se jim podařilo společně s králem začít vybírat lokality vhodné k založení kláštera. Vybrali si místo, kde stál oblíbený lovecký hrádek králova otce, což panovníka příliš nepotěšilo.
| „                                  | Kdybych nebyl štědře jako trvalý dar věnoval své paní, Panně Marii, toto půvabné místo, soutokem dvou řek zavlažované, stromy osázené, pastvinami bohaté, vinicemi, poli ne neúrodné, místo, které dosud poskytovalo králům potěšení, nikdy bych je nevěnoval nikomu druhému ze svatých a snad ani samému Kristu... | “ |
| — Václav II. (Zbraslavská kronika) | |   |

 Inspirací při založení byl snad Václavovi francouzský klášter Royaumont, který byl založen sv. Ludvíkem či pohřebiště francouzských králů v Saint-Denis. Odpovídala by tomu podoba konventního chrámu, tolik vzdálená od původních střízlivých představ zakladatelů řádu o vzhledu božího stánku, a také králův úmysl přesunout na Zbraslav funkci přemyslovské nekropole.
Nový dvanáctičlenný konvent v čele s budoucím opatem Konrádem přišel ze Sedlce 20. dubna 1292. Ubytoval se prozatímně v královském dvorci, k němuž patřila kaple sv. Jakuba Většího, kde se až do roku 1305 konaly bohoslužby. Z 10. srpna 1292 pochází první zakládací listina, kde se píše o králově nejistotě, zda se svou vládou zalíbí Bohu, a také o jeho naději, že dobrými skutky je možné získat odpuštění již spáchaných hříchů a zároveň ochranu před hříchy budoucnosti. Píše se zde, že panovník touží odčinit své mladické hříchy, a dočkat se tak přijetí mezi zástupy blažených ve společenství nebeské síně. V druhé zakládací listině z 21. května 1304, která měla rozšířit původní nadání, již vyzrálý král nejistotou o své vládě netrpěl, ale toužil po zprostředkování a modlitbách mužů, kteří se líbí Bohu a jimž on svěřuje své prosby. Zakladatel věnoval v počátcích klášteru zlatý kříž, mnoho monstrancí a finance na zakoupení základu klášterní knihovny; knihy mniši pořídili v Paříži při návratu ze zasedání generální kapituly. Svou žádost o schválení nové filiace král podpořil štědrým darem, vedení řádu se poté souhlasně vyslovilo pro napojení nového kláštera na filiační řadu kláštera v Citeaux a také splnilo fundátorovo přání a zahrnulo Václava II. do řádových modliteb.
Se stavbou kláštera se započalo zřejmě již během roku 1292 a pro potřeby konventu byly upraveny i stávající budovy. Poprvé byl konventní chrám zasvěcený Panně Marii a sv. Václavovi zmíněn v odpustkové listině bamberského biskupa 23. srpna 1294, ale základní kámen byl dle kroniky za asistence mnoha mocných tehdejší střední Evropy položen až 3. června 1297, den po Václavově dlouho plánované korunovaci.
| „                     | ... když se tedy naplnil pamětní den a přeslavný obřad královské korunovace, ihned druhého dne bezprostředně následujícího, ...přišel nově korunovaný král s celým dvorem a zástupem knížat, šlechticů a všech jiných, kteří se sešli ke slavnostnímu dni, ke svému založení na Zbraslavi časně zrána už po východu slunce a tam král, ozdoben královskými odznaky, hned usiloval založiti na místě přichystaném a v základě k tomu dříve vykopaném a určeném nový chrám... | “ |
| — Zbraslavská kronika | |   |

Poté byla odsloužena v základech nového chrámu slavnostní mše a král zde pasoval 240 rytířů. Dne 4. června vydali zúčastnění biskupové a arcibiskupové magdeburský a mohučský odpustkové listiny se čtyřicetidenními odpustky pro každého, kdo klášter navštíví či jej obdaruje. Stavba rychle pokračovala. Do roku 1305 byl postaven téměř celý chrám, část konventních budov, královský  a také opatský příbytek.
Ironií osudu byl právě Václav II. prvním z rodiny, kdo byl přímo v sotva dostavěném chrámu pohřben. Dne 23. června 1305 bylo Václavovo dlouhou nemocí zubožené tělo v královském šatu uloženo k poslednímu odpočinku  a z důvodu královského pohřbu byly v chrámu slouženy první bohoslužby. Kapitula v Citeaux nařídila, aby byly ve všech klášterech v Německu, v Čechách a v Uhrách slouženy zádušní mše za zesnulého krále a zbraslavský opat Ota začal psát na oslavu velkého příznivce první kapitolu Zbraslavské kroniky, jež měla pravděpodobně sloužit k nastolení otázky případného kanonizačního procesu.
Po Václavově smrti se osiřelého trůnu ujal mladičký následník Václav III., který dle klášterní kroniky mrhal svým nadáním a vůbec vedl rozmařilý život. Zabralo na něj údajně až pokárání opatem Konrádem přímo u otcova hrobu. Roku 1306 byl Václav III. na válečném tažení do Polska v Olomouci zavražděn a království zachvátila na několik let nejistota spojená s častými změnami na královském trůnu, která se podepsala i na rozvoji konventu. Roku 1307 byla zastavena stavba téměř dokončeného chrámu a znovu se začalo budovat až roku 1329, kdy Eliška Přemyslovna, štědrá mecenáška zbraslavského pokladu, nechala přistavět věnec devíti kaplí, za což jí Petr Žitavský začal zvát druhou zakladatelkou a „matkou“ kláštera.
Refektář byl dostavěn roku 1327 a vodovod s umývárnou roku 1333. Někdy v tuto dobu vznikl i ambit se studničním stavením při rajském dvoře. Dobové prameny hovoří také o nemocnici s kaplí, která vznikla ještě před rokem 1311, a kapli sv. Jana Křtitele v klášterní bráně zbořené roku 1785.
Roku 1331 Jan Lucemburský osvobodil klášter od placení dávek a poplatků pro zvláštní oslavu královské fundace a královského pohřebiště. V polovině 50. let 14. století Zbraslav ztratila na politickém významu, ale opatské pečeti s českým královským lvem přetrvaly až do doby husitských válek. K dočasné stabilizaci hospodářské situace došlo za vlády Karla IV., kdy klášter znovu prosperoval. Stav se zhoršil na počátku 15. století, kdy se zbraslavští mniši zadlužili a byli nuceni zastavovat a odprodávat své zboží.

## Úpadek a zánik
Na jaře 1420 se na Zbraslavi usídlil král Zikmund se svými vojáky a poté se jal obléhat Prahu. 10. srpna 1420 vnikly do kláštera houfy husitů a pražanů vedených knězem Václavem Korandou.
| „                    | Táboři s pražany, vedeni Korandou a ostatními některými kněžími, nepřátelsky napadli Zbraslav, kterou nikdo nehájil, a pobravše majetek a zapálivše klášter, vrátili se s hojností obilí jásavě zpívajíce, přičemž kněží se svými zbrojnoši a některými laiky nesli v kápích kusy rozbitých obrazů a tabulí... | “ |
| — Vavřinec z Březové | |   |

Dle svědectví dobových kronik dav opilý klášterním pivem a vínem zneuctil královské pohřebiště a manipuloval s pozůstatky. Tělo Václava IV. bylo údajně vytaženo z rakve, ověnčeno senem a napájeno pivním mokem.  Klášter byl vydrancován a Síň královská podlehla plamenům. Co nestrávil oheň, to si drancující odnesli. Prozíraví cisterciáci sice roku 1419 ukryli klášterní cennosti a knihy na Karlštejně, ale Zikmund Lucemburský a částečně také hradní purkrabí cenné věci zabavil a prodal.  28. dubna 1429 byl klášter zřejmě znovu poškozen během tzv. bitvy u Zbraslavi.
Mniši se ve čtyřicátých letech 15. století na Zbraslav vrátili, postavili si nové budovy a pokusili se opatství obnovit. Klášterní majetek však byl rozchvácen a některé klášterní zboží již mělo nové majitele. Roku 1445 zastavili nějaké polnosti, aby „klášter náš... válkami zkažen, zbořen i vypálen… mohl být poznenáhlu opraven“. I přes svou devastaci udělaly roku 1451 poničené budovy velký dojem na budoucího papeže Pia II., kterého zaujaly desky s citáty ze Starého a Nového zákona umístěné v křížové chodbě. Byly psány tak, že se písmena se vzdáleností od země zvětšovala, a byl tak brán ohled na případného čtenáře. V době jagellonské zřejmě došlo ke stavebním úpravám, ale jedinými svědectvími o vzhledu konventu v době následující je veduta z 16. století namalovaná na pozadí epitafu Václava II. a Václava III., její o sto let mladší varianta a kolorovaná kresba Pohledové mapy Prahy skotského sochaře Daniela Altmana z Edinburghu.

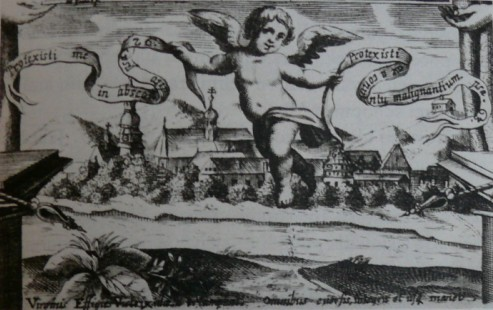
Veduta Zbraslavi ze 17. století (Phoenix incineratus)

Třicetiletá válka způsobila klášteru další těžké škody. V letech 1611 a 1612 byl opakovaně vydrancován a roku 1618 získal větší část jeho majetku Jindřich Matyáš Thurn. Roku 1639 zde opět šlehaly plameny vinou velitele švédského vojska a císařská armáda o šest let později devastaci klášterního areálu téměř dokončila.

## Literatura a výtvarné umění

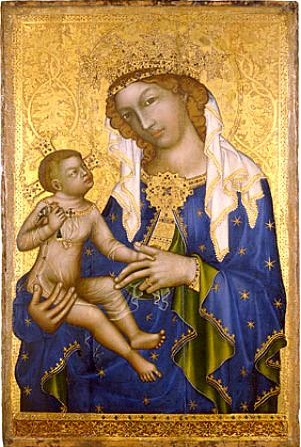
Zbraslavská madona (deskový obraz vzniklý okolo roku 1350)

## Přemyslovská nekropole

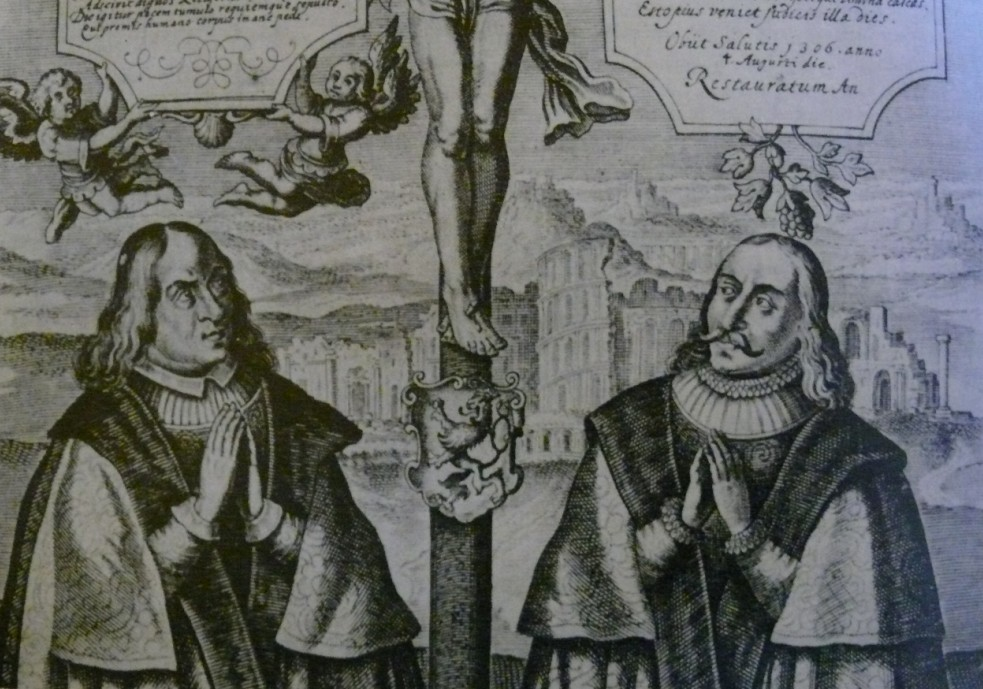
Epitaf Václava II. a Václava III. (v pozadí ruiny kláštera – 16. století – Phoenix incineratus)

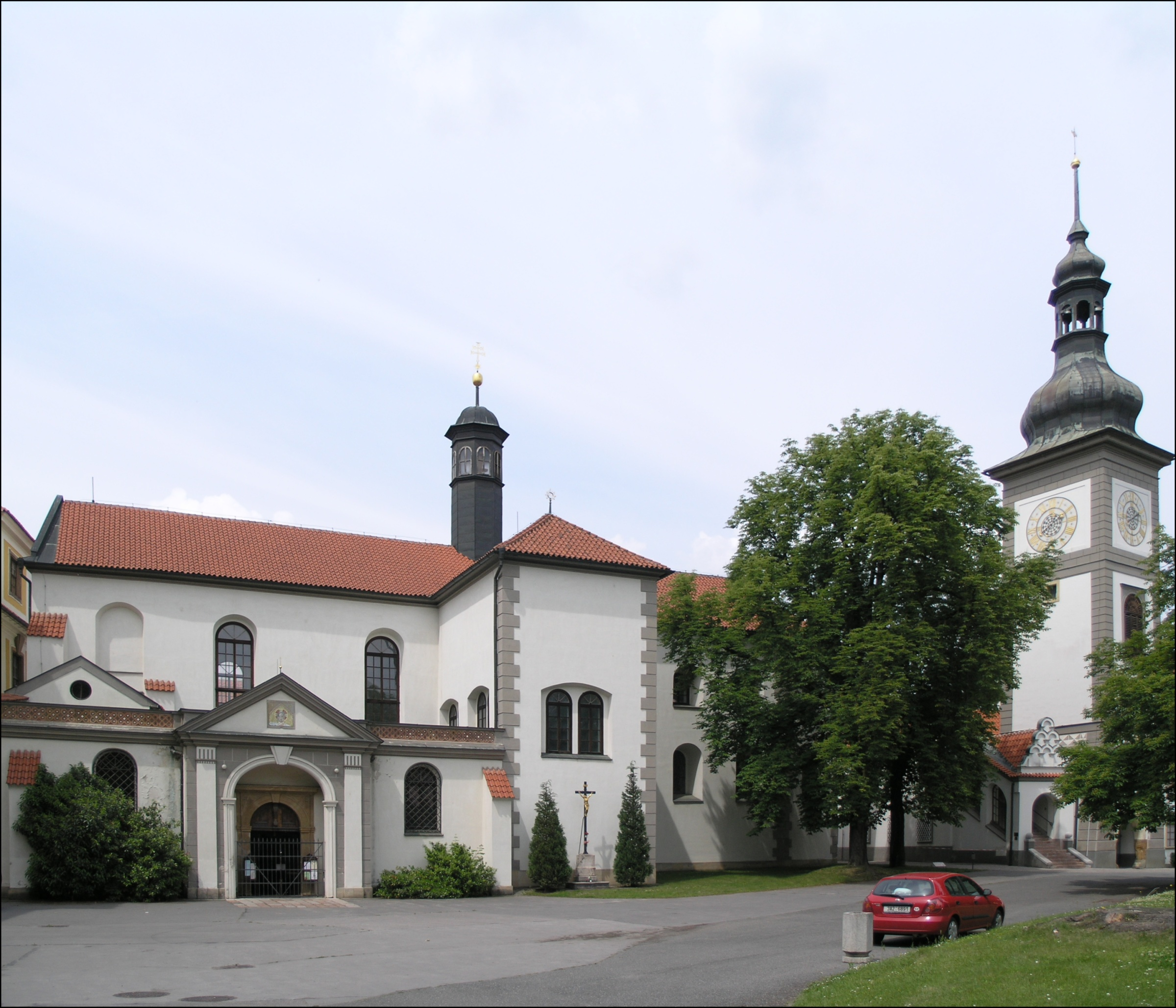
Původně gotický kostel sv. Jakuba Většího

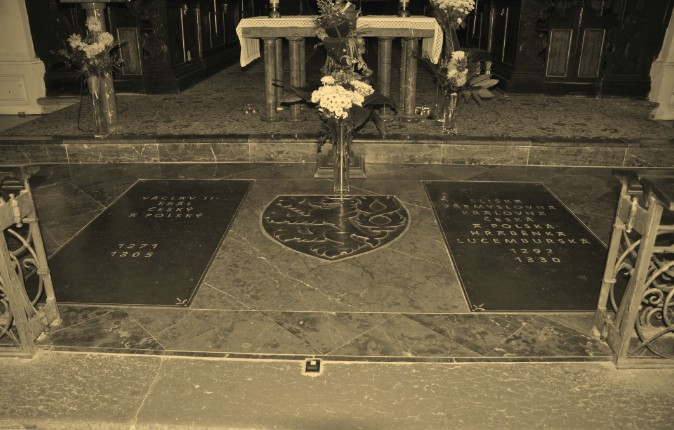
Náhrobní desky Václava II. a Elišky Přemyslovny (kostel sv. Jakuba Většího)

## Klášter v novověku

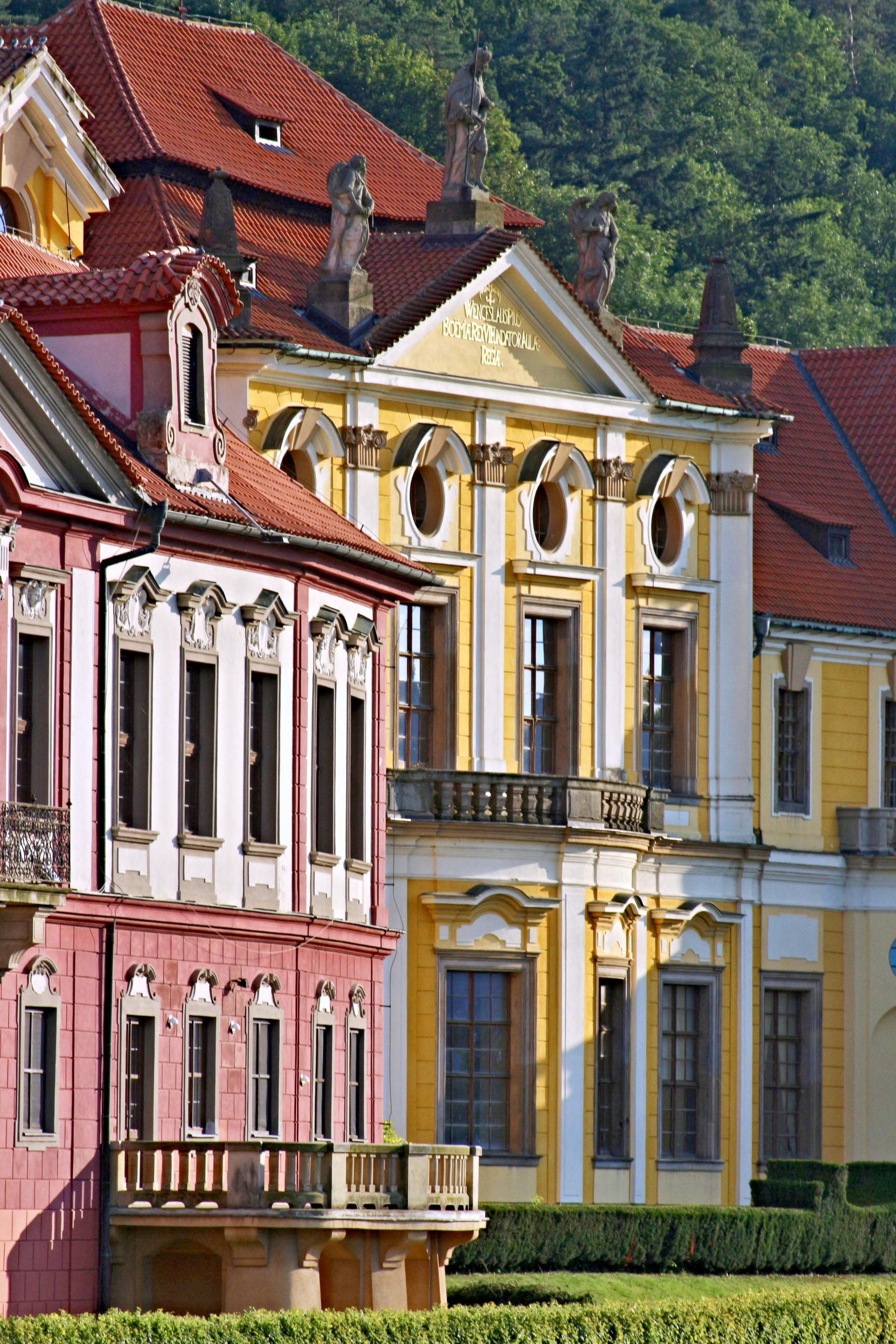
Severní průčelí kláštera a zámku

Po skončení třicetileté války začal klášter znovu prosperovat, roku 1654 byl vysvěcen nově postavený opatský kostel sv. Jakuba a na počátku 18. století se konečně chystala obnova klášterních budov podle plánů Jana Blažeje Santiniho.Aichela. Stavby byly ve špatném stavu, takže nezbývalo než je strhnout a začít stavět novou konventní trojkřídlou budovu v barokním slohu podle Santiniho návrhu, po jehož smrti převzal roku 1724 stavbu František Maxmilián Kaňka. Z pramenů se dozvídáme o jeho příslibu dokončit stavbu dle původních, nepochybně Santiniho plánů. K dokončení velkolepého projektu nedošlo, protože klášter byl roku 1785 císařem Josefem II. zrušen. Klášterní statky získal náboženský fond, kostel sv. Jakuba byl odsvěcen a jeho klenoty byly rozprodány ve veřejné dražbě.

## Přeměna na zámek

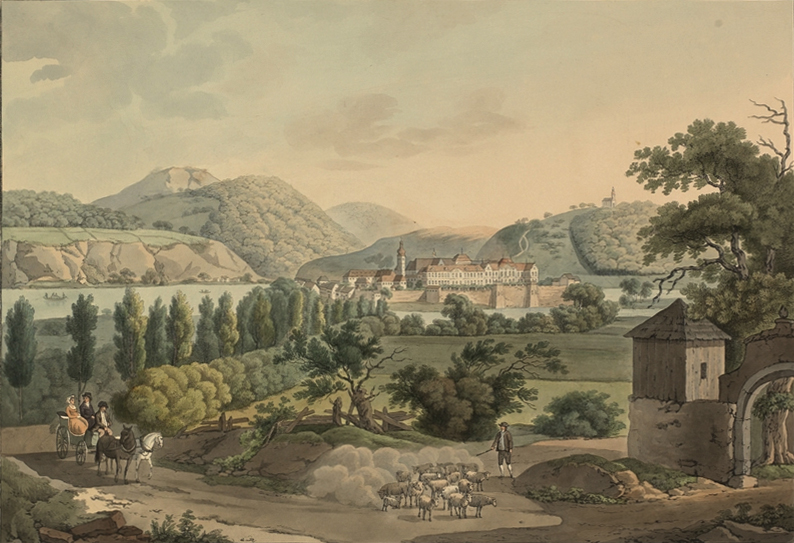
Lovro Janša: Zbraslavský klášter u Vltavy, lept z počátku 19. století

Když koncem 18. století získal klášter Josef ze Souvaigue, nechal budovy přebudovat na cukrovar. Majitelé se střídali a výroba byla rozšířena také o chemikálie a pivo. Roku 1910 se koupí stal novým vlastníkem Cyril Bartoň z Dobenína, předek dnešních majitelů, který nechal klášter přestavět podle návrhu Dušana Jurkoviče na zámek. Za zásluhy o rozkvět Zbraslavi byl Cyril Bartoň roku 1927 jmenován čestným občanem Zbraslavi a na jeho památku je na nádvoří umístěna pamětní deska s nápisem „Co průmysl zničil, průmyslník Cyril Bartoň obnovil“.
Po první světové válce byly konventní budovy zapůjčeny jako depozitář Národní galerii a v letech 1939 až 2009 zde byla stálá výstava asijského umění. Bartoňům z Dobenína byl zámek vrácen v restituci a plánuje se jeho využití jako depozitáře knihovny Národního muzea.

## Architektura
Nejstarší kláštery bílých bratří vycházely z tradiční dispozice benediktinských opatství. V přímé opozici proti jejich nádheře zde však byla snaha o prostotu prostoru určeného k modlitbě i práci. 

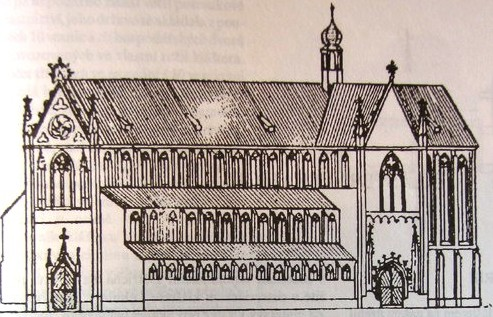
Chrám Panny Marie na Zbraslavi (kopie barokní kresby z Horních Mokropes)

Svatý Bernard byl přesvědčen, že nádhera odvádí myšlenky od vnitřního prožitku, a proto první řádové kostely, stavěné často na půdorysu latinského kříže, dodnes ohromují čistotou slohu a přítomností přirozeného světla. Změna nastala až s blížícím se 13. stoletím, kdy se do staveb postupně začala vkrádat zdobnost dekoru hlavic, svorníků a tympanonů a také se výrazněji prosadil požadavek mocných zakladatelů, aby se kláštery staly jejich pohřebišti. Díky cisterciáckým stavebním hutím se gotický sloh rozšířil severní a střední Evropou.
Konventní chrám Panny Marie na Zbraslavi sice zanikl, ale z dochované kopie barokního plánku zachycujícího chrám zřejmě v ideálním stavu po gotické dostavbě, nalezené roku 1850 v báni kostela v Horních Mokropsech, lze získat představu o jeho vzhledu. Rekonstrukci kostela v osmdesátých letech 20. století zčásti umožnily archeologické výzkumy z let 1984–1989 a geofyzikální průzkum základového zdiva, jež byly iniciovány přestavbou inženýrských sítí zbraslavského areálu.
Prokázaly, že tato bazilika o délce 104 metry byla až do postavení pražské katedrály sv. Víta největším českým středověkým kostelem. Chrám byl postaven na obvyklém křížovém půdorysu a byl druhým českým příkladem pravoúhlého presbyteráře podle burgundského vzoru sídla generální kapituly v Citeaux. Jednalo se o trojlodní baziliku s pravoúhlým síňovým chórem, jehož střední část byla na severu, východě a jihu obklopena ochozem, do něhož ústily polygonální kaple zvenku vypadající jako monolitický blok obvodové zdi. Na jihu a severu bylo po třech kaplích, na straně východní kaple čtyři. Dvě ramena transeptu tvořila společně s presbytářem rovnoramenný kříž, chór byl rozvinut v monumentální pravoúhlý katedrální závěr. V jižním průčelí lodi byl portál s archivoltou osázenou kraby, po stranách zdobený fiálami.

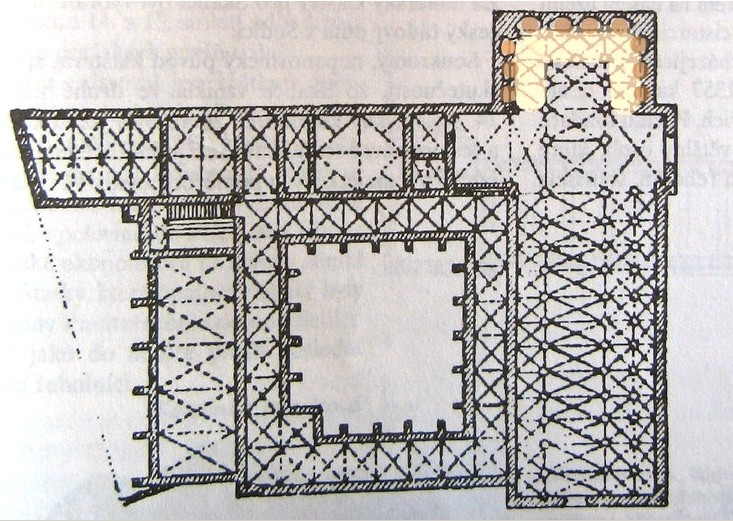
Půdorys kláštera z období středověku

Nad portálem bylo osazeno okno a fiály se objevovaly také na rohových opěrných pilířích transeptu. Lomená okna baziliky se střídala s opěrnými pilíři. Na západním průčelí chrámu byl opět portál s vimperkem a fiálami. Rozsáhlou křížovou chodbu na severu doplňoval refektář s pěti křížovými poli. Nedochovaná budova konventu přiléhala k severní straně kostela a ze starších budov, které v podstatě určovaly stavební podobu klášterního areálu, byl přestavěn patrový opatský příbytek a prelatura. O vzhledu panovníkova sídla při pobytu v klášteře, tzv. komorního domu, se zprávy nedochovaly. Z východu ke kostelu přiléhal hřbitov se sloupem s věčným světlem zv. Columna mortuorum.
Svou téměř stometrovou délkou patřil chrám mezi největší stavby své doby v Čechách a na Moravě a navázaly na něj řádové kostely ve slezském Kamenci a Lubuši. Stavba byla z lomového vápence a složitější kamenické kusy z pískovce, opuky a terakoty. Klášterní budovy byly převážně z cihel.
Dnešní podoba kláštera je výsledkem barokní přestavby z první poloviny 18. století. V severním křídle je refektář s freskovou výzdobou F. X. Palka a v patře je Královský sál se štukovou výzdobou T. a M. Soldattiů a s freskami V. V. Reinera. Zbytky středověkého zdiva se dochovaly v západním a severním křídle bývalé prelatury a ve farním kostele sv. Jakuba Většího, který byl barokizován v polovině 17. století. Gotická je také hranolová věž s portálem. Kněžiště chrámu a hrobka Václava II. je dnes na místě, kde stojí socha sv. Václava. Budova zámku je bývalým konventem a zámecká věž je vstupem do prelatury a do původně loveckého dvorce Přemysla Otakara II.

### Barokní přestavba kláštera
O vrcholně barokní přestavbu kláštera, kterou si klášter uchoval do dnešních dnů, se zasadili zejména tehdejší zbraslavští opati, a to především Wolfgang Lochner (1684–1716) a Tomas Budecius, v letech 1700–32. Za tímto účelem byl povolán již zmíněný architekt J. B. Santini-Aichel.
V tomto případě se můžeme opírat o písemný materiál přítomnosti a autorství Santiniho přestavby, či spíše novostavby kláštera. V duchu tehdejší běžné praxe barokní výstavby velkých objektů nebyla zřejmě stavební činnost na Zbraslavi zahájena naráz a v plném rozsahu, ale stavěna po menších částech, aby mohly být později samostatně ukončeny a předány k užívání, jako například v Plasích.
Stavba začala již roku 1705. V první fázi stavební činnosti na klášterním komplexu byla prováděna spíše asanace středověkých klášterních budov. Projektem nového komplexu se Santini zabýval zřejmě později, až s nástupem dalšího opata Budecia roku 1716. Do roku 1723 byly zhruba hotovy přízemí všech křídel, zřejmě částečně i obvodové zdi patra a terasa vybíhající k řece. Santiniho koncepce uvažovala uzavření pravoúhlého dvoru konventu z jižní strany klášterním chrámem, ovšem ani v tomto případě, podobně jako v Plasích, k realizaci nedošlo. Na základě poznatku ze stavebně-historického průzkumu zapojil Santini starší zástavbu kláštera do své nové barokní kompozice, především na západním křídle využil částečně románské zdivo z benediktinského proboštství a vrcholně gotické hmoty z cisterciáckého opatství.

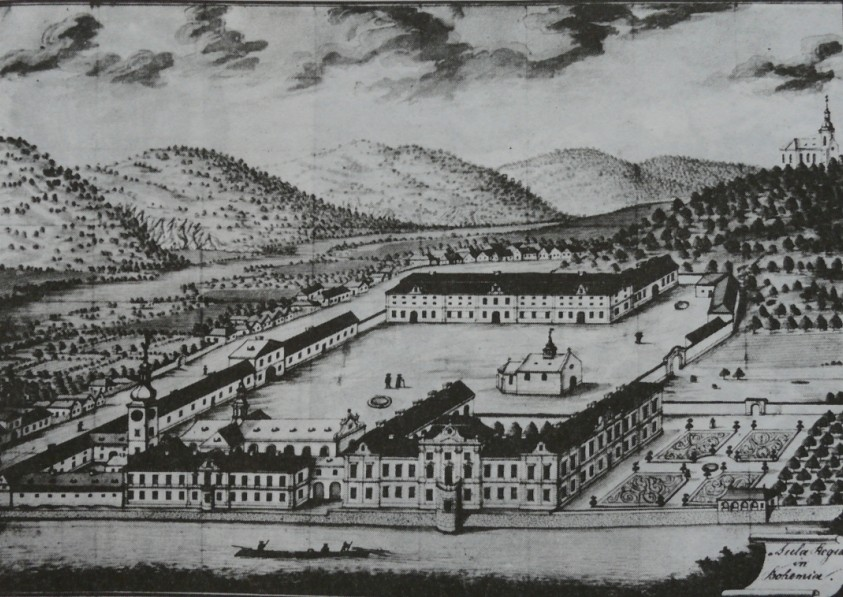
Veduta kláštera z 18. století

Základním půdorysem konventu je trojkřídlá stavba na čtvrté straně uzavřená chrámem. Vzájemnou půdorysnou návaznost chrámu a konventu „pojal architekt jako vztah gradovaný objemově i obrysně. Bohatý pavilonovitě členěný objekt konventu měl být při dálkových pohledech od severu rytmicky bohatou kompoziční podnoží monumentálního konventního chrámu“.
V interiéru konventu je originálně řešené trojtraktově založené přízemí, dané vysunutím chodby ambitu do nižšího vnějšího traktu, který obíhá rajský dvůr. Toto řešení přestavuje návaznost na středověké stavební zvyklosti, s největší pravděpodobností bylo takto autorem užito záměrně. Této tezi o záměrné středověké aluzi stavební kompozice by zřejmě odpovídaly i morfologické gotismy v podobě pilířů ambitu, trojlistých záklenků jeho oken i nevšední rytmizace kleneb střídání dvou druhu konstrukci. Vnitřní chodba je tedy proti vysokému ochozu při rajském dvoře dvoupodlažní, neboť spojuje příčně severní křídlo s východním a západním ramenem s celami ve dvou poschodích. Aby podlaha prostřední chodby nezasahovala do vysokých oken, vyřízl v ní Santini trojlisté otvory se zábradlím podobně jako v podlahách empor želivského klášterního kostela. Tato inovace mu zřejmě zajistila primát v barokní evropské architektuře, neboť obdobné řešení použil až v roce 1718 v Turíně ve vestibulu paláce Madama architekt Juvarra. Interiér ochozové chodby se skládá z prostorových buněk zaklenutých českými plackami a kupolemi na pendativech. Pilíře pokrývají polosloupy a podkládané pilastry s románskými hlavicemi, které vytvářejí s klenebními pasy zmnožené triumfální oblouky, připomínající gotické klenební konstrukce a zastírající prostorovou aditivnost.
Dvoulodní provedení ambitu v severním křídle s vloženými probíranými emporami ve středním traktu a oboustranná orientace hlavního ramene ambitu na prosvětlené sféry schodišť na východní a západní straně je projevem mimořádného uměleckého génia a představuje ukázku jednoho z nejkrásnějších evropských barokních komunikačních prostor. Originálně řešeny byly také slavnostní prostory i „nová“ sakristie ve východním křídle. V tomto křídle se nacházel nad velkým portálem vstup do konventu. V tomto architektonickém pojetí můžeme vidět zřejmě nepochybnou inspiraci vrcholně barokními kompozicemi, např. palácovými nástupy Francesca Borrominiho. Nástupní osa byla působivě konfrontována s příčně orientovanými prostory v dalších traktech a pohledově vyústěna do centrály dvora.
Typický Santiniho charakter lze spatřovat v jeho gotizujícím baroku. Ve Zbraslavském konventu jde zejména o typická Santiniho arkádová okna s trojlistými záklenky. Další Santiniho charakteristický rys vidíme na příkladu masivních zdvojených klenáků a doprovodných plošných tvarech s triglyfy, které svědčí o jeho malířském založení. Analogické okenní kompozice refektáře konventu ve Zbraslavi tvořené obdélníkovými a oválnými tvary s originálními šambránami lze spatřit v benediktinském klášteře v Melku. Z vnějších fasád stojí za povšimnutí průčelí k řece Vltavě, kde Santiniho zvlněný půdorys přízemí přechází v patře do klidnějších přímých linií. Severní strana konventu hledí k řece Berounce. Toto křídlo je komponováno dynamičtěji – konvexním balkonem před refektářem. Postranní rizality zakončují oblé rohy s konkávním koutem v místě, kde vybíhá terasa s krytým přístupem k Berounce. Sochy na štítě refektáře jsou dílem Santiniho spolupracovníka Matěje Václava Jäckela, s nímž už spolupracoval v Sedlci a Žďáru.